# Station d'épuration de Marseille
La station d'épuration des eaux usées de Marseille, également appelée La Géolide, est une station d'épuration souterraine située au cœur de la ville de Marseille (Bouches-du-Rhône), au niveau du Stade Vélodrome. L'eau usée traitée est rejetée vers la Mer Méditerranée, dans l'anse de Cortiou. L'exploitation de la station est déléguée au Service d'Assainissement Marseille Métropole (SerAMM), une société du groupe Suez. Avec une capacité nominale de traitement de 1 865 000 équivalents habitants, la Géolide est la troisième station d'épuration française suivant cet indicateur.

## Historique
Mise en service en 1987, une première station d'épuration physico-chimique a été construite à l'initiative de la ville de Marseille. Les travaux se sont déroulés d'avril 1984 à septembre 1985. Malgré des intempéries importantes survenues entre mai 1984 et janvier 1985, les délais ont pu être respectés. L'objectif de ce projet était de préserver les écosystèmes marins en ne rejetant plus d'eaux usées brutes en Mer Méditerranée. La dégradation des fonds marins dans la zone de rejet, alarmante à partir de 1970, a amené la municipalité de Marseille à étudier la construction d'une station d'épuration dès 1975,.
Le renforcement de la réglementation européenne (Directive 91/271/CEE du Conseil, du 21 mai 1991), relative au traitement des eaux urbaines résiduaires, a imposé aux collectivités d'améliorer la qualité des effluents de STEP rejetés dans le milieu naturel. Ainsi, en 2002, la Communauté Urbaine de Marseille décide d'adjoindre un étage biologique pour compléter le traitement de la station d'épuration et respecter les normes européennes. En juin 2007, le projet de réhabilitation arrive dans sa dernière phase. Selon OTV, le constructeur de la nouvelle unité, il s'agit de la plus grande station d'épuration enterrée au monde. Ces travaux de réhabilitation auront nécessité 162 millions d'euros d'investissement, cofinancé par la Communauté urbaine de Marseille Provence Métropole et l'Agence de l'Eau Rhône-Méditerranée-Corse.
Le 8 mars 2018, Suez, l'exploitant de la station, lance officiellement la construction d'une unité d'injection de biométhane à partir du traitement des eaux usées de la ville de Marseille. La Métropole Aix-Marseille-Provence, SUEZ, l’Agence de l’eau, l’ADEME et la Région Provence Alpes Côte d’Azur ont investi 9,2 millions d’euros pour ce projet. L'objectif est initialement de produire, dès le 1er janvier 2019, l’équivalent de la consommation de 2 500 foyers en biométhane. Cette capacité sera revue à la hausse par la suite.

## Périmètre de collecte des eaux usées
La station d'épuration de la « Géolide » est raccordée à 17 communes :
- 7 communes pour le territoire de Marseille-Provence : Marseille, Septèmes-les-Vallons, Plan-de-Cuques, Allauch, Carnoux-en-Provence, Gémenos et le Rove ;
- une partie de la commune des Pennes-Mirabeau (quartier de la Gavotte) pour le territoire du Pays d’Aix ;
- 9 communes du territoire du Pays d'Aubagne et de l'Étoile (pour la plupart des communes de la vallée de l’Huveaune) : Aubagne, La Penne-sur-Huveaune, Roquevaire, Belcodène, La Bouilladisse, Saint-Savournin, Cadolive, Peypin et La Destrousse[12].

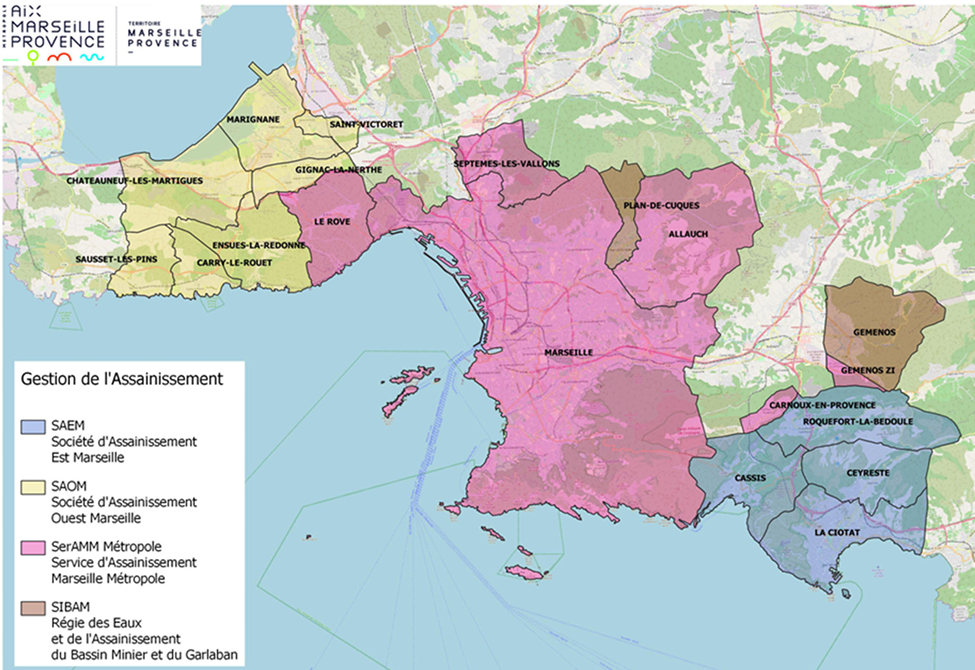
Plan de l'assainissement du territoire de Marseille-Provence

## Caractéristiques de la station
La surface de la station est de 30 000 m². La Géolide s'articule autour de 3 sites :
- une usine de traitement des boues à la Cayolle ;
- une usine de traitement physico-chimique des eaux sous le stade Delort ;
- une usine de traitement biologique des eaux sous l'esplanade Ganay[13].

### Pilotage du système d'assainissement (système Hydromer)
La technologie Hydromer, développée dans le cadre du contrat de Délégation de Service Public en 2014, assure une gestion "intégrée et dynamique" du réseau de collecte, de la station d'épuration et du milieu récepteur. Ce système de surveillance et de prévision se repose sur une modélisation hydraulique des ouvrages. Il utilise également des données en entrée, disponibles en temps réel, sur la pluviométrie. Enfin, le système Hydromer peut être couplé à un outil de modélisation de la dispersion des polluants en milieu marin, afin d'étudier l'impact des rejets de la STEP sur le milieu récepteur.

### Débits d'entrée
Le débit moyen arrivant à la station est de 180 257 m3/j. Le débit de référence retenu est de 295 190 m3/j.

## Filière de traitement
Le traitement des eaux, comme celui des boues, est réalisé en milieu confiné. Ceci s'inscrit dans l'objectif “zéro nuisance”, c'est-à-dire aucune nuisance visuelle, olfactive, ou sonore. La station d'épuration de la Géolide se divise en deux filières : une usine de traitement des eaux et une usine de traitement des boues.

Schéma du fonctionnement de l'usine eau de la station d'épuration des eaux usées de Marseille

Plan de l'usine de traitement des boues de la station d'épuration de Marseille

### Traitement physico-chimique
Le traitement physico-chimique assure l'élimination de la pollution solide, en suspension dans l'eau. Une première étape de prétraitements comprend le dégrillage, le dessablage et  le déshuilage :
- Le dégrillage permet de retenir les macrodéchets.
- Les bassins de dessablage permettent de se débarrasser des sables et des graviers, qui seront récupérés au fond.
- Dans les bassins de déshuilage, les graisses remontent à la surface (injection de fines bulles d'air[9]) et y sont raclées pour être envoyées vers le traitement biologique qui les éliminera[15].

À la suite des prétraitements, les effluents sont envoyés dans des prédécantateurs (décantation primaire). Sous l'action de la gravité, la pollution en suspension se dépose au fond du bassin et forme des boues primaires qui seront traitées à l'usine de la Cayolle. Des réactifs sont injectés plusieurs fois par an afin d'optimiser les performances de cette étape. Cela assure ainsi la coagulation de la pollution colloïdale, qui forme alors des boues physico-chimiques.

### Traitement biologique
Le traitement biologique par biofiltration permet d'éliminer la pollution dissoute dans l'eau,. L'effluent est injecté dans 34 bassins d'un volume de 1500 m3 chacun, remplis de billes de polystyrènes sur 3,5 mètres d'épaisseur. Les billes permettent aux bactéries épuratoires de s'y fixer et de s'y développer afin d'assurer la captation et la dégradation de la pollution (notamment la pollution dissoute). Un processus de lavage à l'air et à l'eau est actionné périodiquement pour empêcher le colmatage du biofiltre.

### Traitement des boues
Les boues liquides issues des traitements physico-chimique et biologique rejoignent l’usine de la Cayolle, installée dans une ancienne carrière à Sormiou. Elles séjournent d’abord dans des épaississeurs où elles décantent par gravité. L’eau en excédent est redirigée vers l'unité de traitement des eaux. Les boues épaissies rejoignent ensuite les digesteurs où leur fermentation produit du biogaz qui alimente une chaudière, source d’énergie thermique pour l’ensemble de l’usine. Ces boues sont déshydratées dans des centrifugeuses, puis séchées. L’eau issue des centrifugeuses retourne également à l’usine des eaux pour y être traitée. Enfin, les granulés de boues séchées sont stockés dans des silos en attente d'une valorisation (épandage, compostage).
En 1996, des travaux du CNRS ont permis de caractériser les boues résiduaires urbaines de la STEP de Marseille. Ils ont montré la présence de phases minérales dominantes : calcite et quartz, de phases en traces : oxydes de fer et fer amorphe provenant du coagulant (FeCh) et de matières organiques. La spéciation des métaux lourds (Cd, Cr, Cu, Ni, Pb, Zn) des boues montre que les carbonates, les oxydes de fer et la matière organique sont les phases porteuses de ces métaux et assurent leur piégeage au cours du traitement d'épuration.

## Gestion des boues d'épuration
Depuis 2019, l'intégralité des boues sont compostées (absence d'information avant cette date). Sur l'année 2023, la production de boues de la station s'élève à 26 183 tonnes de matières sèches (TMS) par an.
En 1988, la ville de Marseille a lancé une étude, réalisée par l'ONF, portant sur la reforestation d'une zone naturelle dégradée en utilisant les boues déshydratées produites par la station d'épuration. En résumé, l'étude fait des propositions sur les techniques de préparation des sol à employer et sur les essences végétales à utiliser en fonction des caractéristiques du milieu et rappelle l'importance d'un suivi régulier.

## Biométhane
La Géolide est la première station d'épuration à injecter du biométhane dans les réseaux de gaz français. Opérationnelle depuis janvier 2019, c'est à partir des boues d'épuration, graisses et matières de vidange de la métropole qu'elle produit en moyenne 290 Nm3/h de biométhane. Ce qui représente la consommation de plus de 5 500 foyers, qui seront alimentés en "gaz vert".
Le processus de méthanisation commence après l'épaississement des boues. Dès lors, les boues sont digérées dans 3 digesteurs thermophiles. Le brassage des boues dans les digesteur est assuré par la réinjection du biogaz produit et la recirculation des boues.